# Rosa Mayreder
Rosa Mayreder (Bécs, 1858. november 30. – Bécs, 1938. január 19.) osztrák szabadgondolkodó, író, festő, zenész és feminista.

## Élete és házassága
Szülei Marie és Franz Arnold Obermayer. Tizenkét testvére volt.
Apja egy jól menő kocsma tulajdonosa volt. Mayreder családjáról, a társadalmi légkörről és személyiségéről szóló beszámolói naplóbejegyzések sokaságában kerültek rögzítésre, amelyek közül az első 1873. április 28-án kelt; akkoriban tizennégy éves volt. Önéletrajzi naplóbejegyzései számos témát öleltek fel, mindennapi életétől a háborúval kapcsolatos érzelmekig.
Bár konzervatív apja nem hitt a lányok formális oktatásában, megengedte neki, hogy vegyen részt az egyik testvére görög- és latinóráin.
Ahogy növekedett, Mayreder nagy háztartásban élt, és jólétre utaló képzést kapott. Mayredert magántanárok tanították zongorázni, énekelni, franciául beszélni és rajzolni. Mayreder azonban féltékeny volt, hogy tudományos szempontból kevésbé fogékony testvérei több oktatási lehetőséget kaptak. Később e képzési rendszer hatása nyilvánvalóvá vált, amikor Mayreder fellázadt a lányok középiskolai oktatásának módja ellen. Bírálta a szexuális kettős mércét és a prostitúciót. A lázadás egyik ilyen példája volt az a döntése, hogy tizennyolc éves kora után soha nem viselt fűzőt. Ez a dacolás nemcsak társadalmi kifejeződés volt, hanem személyes harc az anyja ellen, aki azt vallotta, hogy egy nő kötelessége az önérzetét a férjétől és a fiaitól származtatni.
Felnőttként Mayreder számos művésszel, íróval és filozófussal került kapcsolatba. Mayreder jövőjének legfontosabb tevékenységei Josef Storck, Wiener Kunstgewerbeschule , Rudolf von Waldheim, Friedrich Eckstein, valamint testvérei, Karl, Julius és Rudolf közötti gyakori találkozók szervezései voltak. Emellett Nietzsche, Goethe és Kant írásai is jelentős hatással voltak rá. Az ilyen embereknek való kitettsége tette lehetővé, hogy Mayreder kapcsolatba kerüljön azokkal, akik elismerték a férfiak és a nők szerepei közötti eltéréseket a társadalomban, és ösztönözték őt, hogy vegyen részt a szociológiai kérdésekben, amelyekben hitt.
1881-ben Rosa feleségül ment Karl Mayreder építészhez, aki később a bécsi műszaki egyetem rektora lett. Házasságuk harmonikus volt, de gyermektelen maradt. 1883-ban Rosa elvetélt, és két további esemény is volt életében, amelyeket naplójában részletesen leírt. Karl 1912-től haláláig, 1935-ig folyamatosan depresszióban szenvedett.

## Feminizmus, írás és művészet

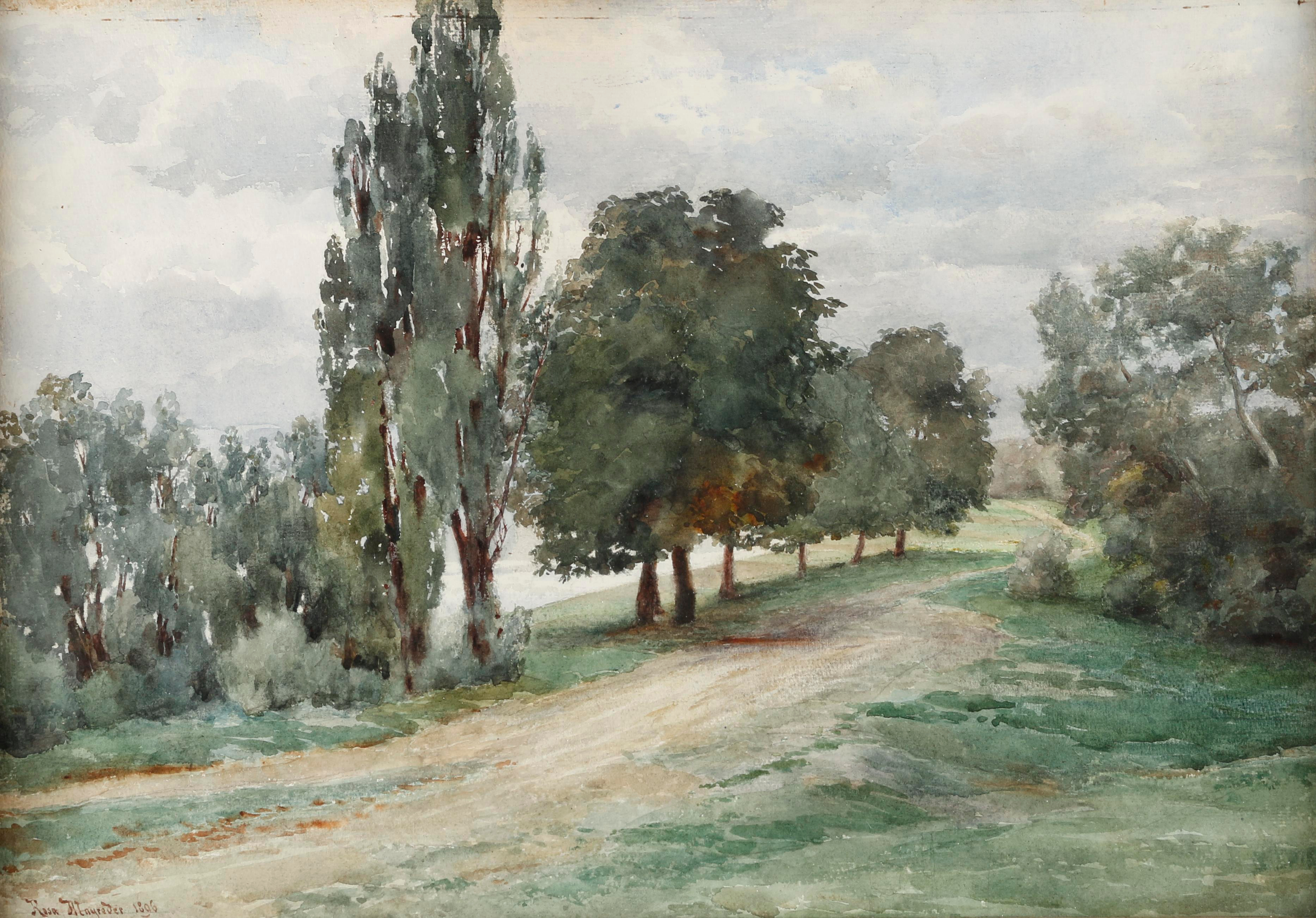
Tájkép, 1896, Dorotheum, Ausztria

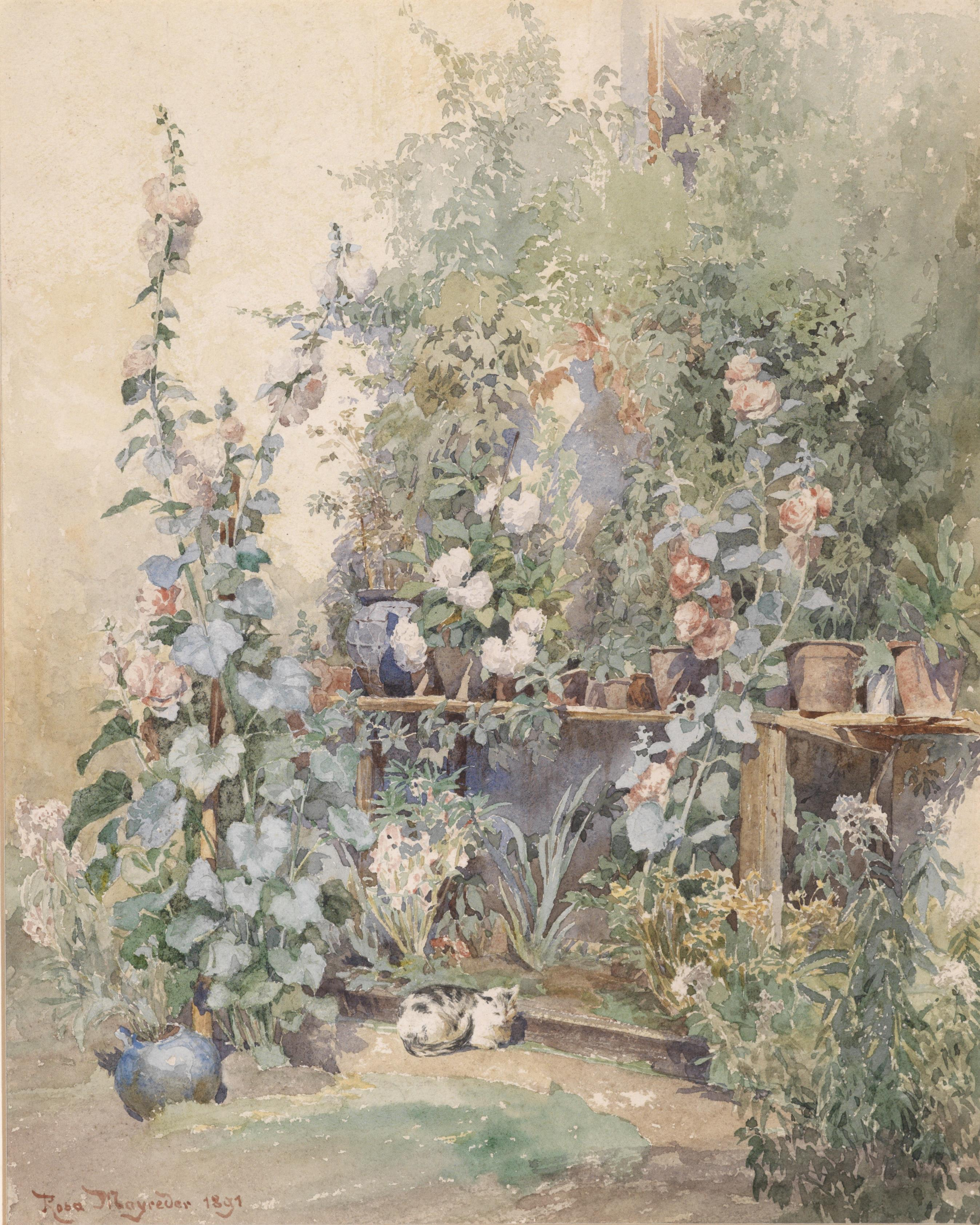
Kerti idill cicákkal, 1891, Dorotheum, Ausztria

Rosa Mayreder a társadalom patriarchális struktúrájának radikális kritikusa volt, de kritizálta a feminizmust is. Rosa Mayreder egész felnőtt élete során csalódottságát fejezte ki azzal kapcsolatban, hogy a történelem során a nőknek nem volt lehetősége hiteles önkifejezésre. Számos társadalomkritikája arra irányult, hogy megváltoztassa a férfiak és a nők közötti egyensúlyhiányt, és kibővítse azokat a szerepeket, amelyeket a nők általában vállalhatnak és részt vehetnek bennük. Mayreder a nők jogaiért folytatott küzdelmet saját élete hívó szavának tartotta, tisztában volt vele, hogy a status quo elleni küzdelem kísérletei saját korában úttörőnek számítottak. Miközben azzal vádolták, hogy kékharisnyaként viselkedett, továbbra is nyíltan kritizálta környezetét.
Mayreder két nagy hatású munkát tett közzé, egyiket, a Zur Kritik der Weiblichkeitet (A nőiesség kritikája) 1905-ben. Ez egy esszégyűjtemény, amely cáfolta az „elfogadott” filozófusok idézeteit, és hiteles magyarázatot igyekezett adni a kérdésekre. Ezt az írásmódot a tizenhetedik és a tizennyolcadik század eszményei ihlették. A nők problémájáról szóló felmérés elkészítésének ösztönzője abból a véleményéből fakad, hogy a nők mozgásának alapját három kérdés okozta: gazdasági, társadalmi és etikai-pszichológiai források. Mayreder második nagy port kavaró könyve a Geschlecht und Kultur volt (Nemek és kultúra) (1923). Ez a műve a kettős nemi mércét és a nők hátrányos megkülönböztetését kritizálta. Megjelentetett egy önéletrajzot is, a Das Haus in der Landskrongasse (A landeskrongassei ház) címmel.
Az íráson kívül Mayreder szívesen festett, ő volt az első nő, akit felvettek az Akvarellista Klub tagjai közé. 1981-ben az egyik akvarelljét kiállították a bécsi Kunstlerhausban (Művészek Háza). Ezenkívül Mayreder alapította a Frauen und Mädchen Kunstschulét (Lányok és Nők Művészeti Iskola) Olga Prager, Marriane Hainisch és Karl Federn segítségével.
Rosa Mayreder volt az Osztrák Nőszövetség egyik alapító tagja. Rosa Mayreder, Marie Lang nőjogi aktivistán keresztül találkozott Rudolf Steinerrel (akivel hosszú és kiterjedt levelezésbe kezdett). Találkozott Hugo Wolffal és Friedrich Ecksteinnel is. Rosa mély barátságot ápolt Wolffal, és egyik elbeszélését librettónak írta tovább a Der Corregidor című operájához, amelyet először Mannheimben mutattak be 1896-ban. Ezekben az években kiadta első regényét, az Aus meiner Jugendet (Fiatalkoromból). Lang körében Rosa is találkozott Marianne Hainisch-sal, akivel az 1902-ben alakult „Allgemeiner Österreichischer Frauenverein” osztrák női egyesületnél dolgozott.
Rosa Mayreder volt az 1907-ben alakult bécsi Szociológiai Társaság egyetlen női alapító tagja. Az első világháború alatt Mayreder részt vett a békemozgalomban, és 1919-ben az „Internationale Frauenliga für Frieden und Freiheit” (Nemzetközi Nőegylet a Békéért és Szabadságért) elnöke lett.
1928-ban, hetvenévesen Bécs tiszteletbeli polgárává választották.

## Rosa Mayreder és Nietzsche filozófiája

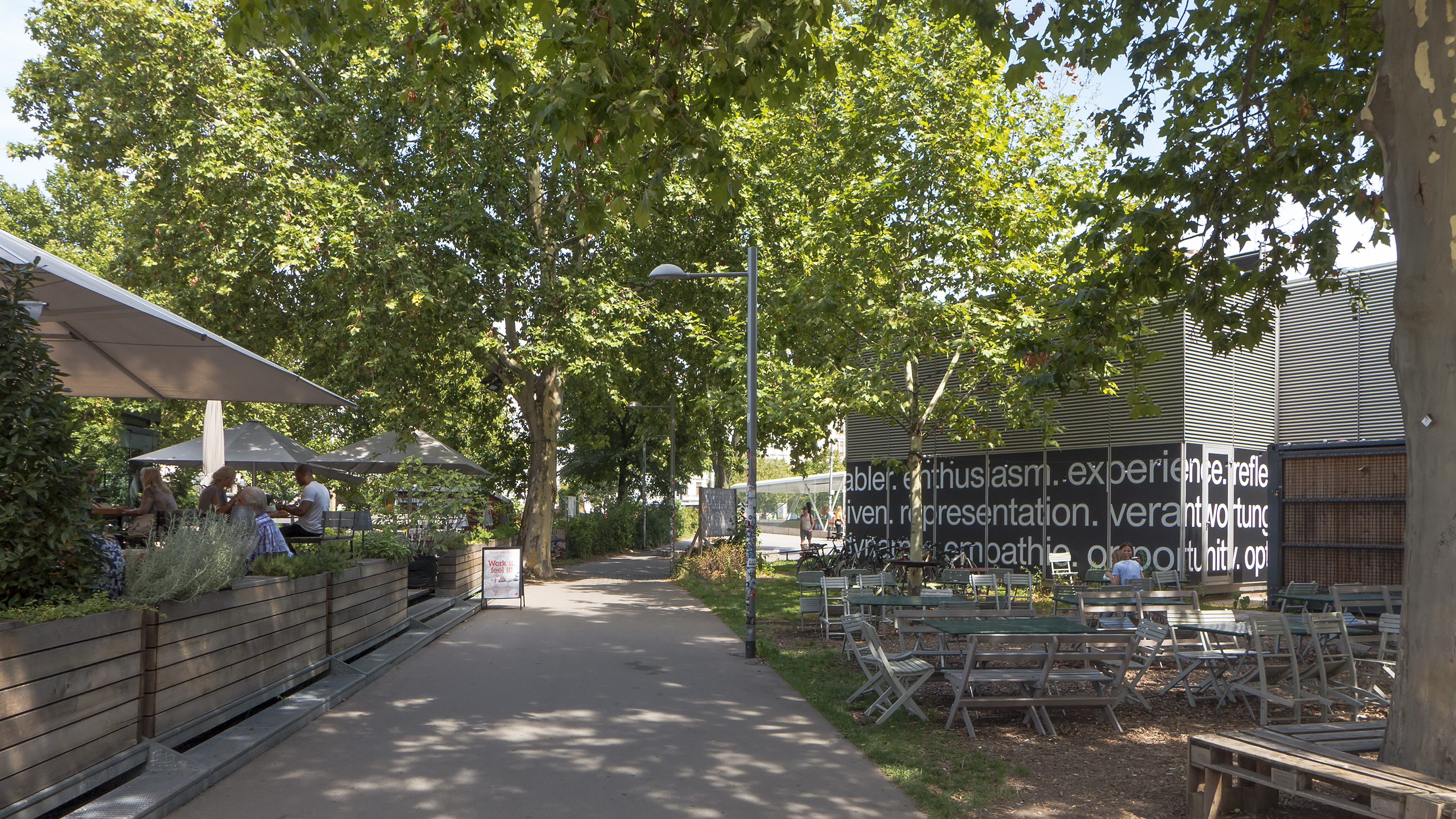
Rosa-Mayreder-Park Bécs 4. ker., Peter Gugerell, 2017

Különböző társadalmi kérdésekről, például a feminizmusról és a közegészségügyről szóló korai publikációi során Mayreder lelkesen dicsérte Nietzsche munkáját. Későbbi, az 1920-as évek végén készült írásaiban Mayreder kritikusabbá vált Nietzsche írásaival szemben, valamint a Nietzsche filozófiája körül felmerülő kultusz túlzásaival szemben; azonban nem hagyott fel Nietzsche általános nagyrabecsülésével.

## Művei[24]
- Askese Und Erotik (Aszketizmus és erotika)
- Idole (Bálvány)